# Gottfried Albrecht von Bredow
Gottfried Albrecht von Bredow (* 1650 in Biskupice; † 25. Juli 1730 in Peitz) war preußischer Generalleutnant und Gouverneur der Festung Peitz.

## Leben
Er trat 1667 in kurbrandenburgische Dienste und wurde 1692 Major im Regiment Derflinger. 1694 wurde er Oberstleutnant und nahm an den Kämpfen am Rhein teil. Danach wurde der Kommandeur des Regiments des Kurprinzen. Am 19. September 1709 wurde er zum Generalmajor ernannt. 1715 nahm er noch am Pommernfeldzug teil.
1719 erhielt er das Kommando über das Leibregiment (Kürassier-Regiment Nr. 3) als Nachfolger von Generalleutnant  Wolf Christoph von Hackeborn. Am 22. Mai 1719 wurde er zum Generalleutnant ernannt. Am 26. Januar 1726 wurde er zum Gouverneur der Festung Peitz ernannt und folgte dort dem verstorbenen Generalleutnant Andreas Reveillas du Veyne. Er bleibt dort bis zu seinem Tod im Jahre 1730.